# Антоновка (Кривой Рог)
Антоновка — исторический район города Кривой Рог Днепропетровской области.

## История
Основана в середине XIX века как деревня вблизи села Гданцевка на берегу Ингульца.
С конца XIX века входило в состав Мусиевской волости Херсонской губернии. Название дали выходцы из Болгарии, заложившие сады яблоневого сорта антоновка.
С введением Гданцевского чугунолитейного завода в 1892 году вошло в состав села Гданцевка. Ныне часть Центрально-Городского района.